# Traité de Viterbe (1267)

L'Empire latin de Constantinople et les autres États successeurs durant le règne de Baudouin II (1228 à 1261).

Le traité de Viterbe ou plus exactement « Les traités de Viterbe » furent deux  traités d'alliance signés au palais des papes de Viterbe, le premier entre Charles Ier d'Anjou, roi de Sicile, et Guillaume II de Villehardouin, prince d'Achaïe le 24 mai 1267 ; et le deuxième entre Charles d'Anjou et Baudouin II de Courtenay, ex-empereur latin de Constantinople, le 27 mai 1267. Par ces traités, le prince d'Achaïe devenait le vassal de Charles, lui cédant la principauté dont il ne gardait que l'usufruit; pour sa part, Baudouin de Courtenay concédait à Charles la suzeraineté sur ce territoire et lui reconnaissait la possession des divers territoires que son prédécesseur, Manfred de Hohenstaufen, avait conquis en Grèce.
Charles d'Anjou prenait ainsi pied en Grèce, première étape dans son esprit vers la conquête de Constantinople ; en mariant son fils, Philippe, à Béatrice, fille de Charles d'Anjou, Baudouin II pouvait espérer le retour de sa famille à Constantinople où il était né ; en devenant vassal de Charles d'Anjou, Guillaume II trouvait un allié et défenseur contre la politique expansionniste de Michel VIII Paléologue en Grèce continentale ; le pape  pour sa part y trouvait le moyen de faire pression sur Michel VIII en vue de la soumission de l'Église orthodoxe à Rome, en lui promettant de modérer la politique expansionniste de Charles d'Anjou.

## Contexte historique

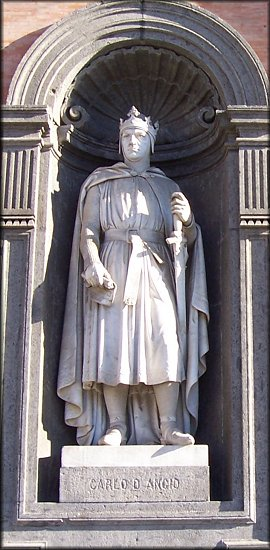
Statue de Charles Ier d'Anjou au palais royal de Naples.

Le 15 aout 1261, Michel VIII Paléologue (coempereur de Nicée 1259-1261 ; empereur de Byzance 1261- 1282) avait fait son entrée solennelle dans Constantinople, mettant ainsi fin à l'éphémère Empire latin fondé en 1204 à la suite de la quatrième croisade. L'empereur latin Baudouin II de Courtenay parvint à s'enfuir de Constantinople sur un navire vénitien qui le conduisit en Eubée. De là, il gagna Athènes, puis l'Italie et la cour de Sicile où Manfred Ier  (1258-1266), lui-même hostile à Michel VIII, lui promit son aide pour l'aider à reprendre le trône de Constantinople aussitôt que le pape l'aurait relevé de l'excommunication qui le frappait. Baudouin se rendit donc à Viterbe où résidait le pape Urbain IV (1261-1264) plaider, mais sans succès, la cause du roi de Sicile. En 1263, Baudouin retourna en France où il retrouva son épouse et son fils Philippe. Celle-ci ayant entretemps perdu le marquisat héréditaire des Courtenay aux mains de Henri V de Luxembourg et son fils Philippe ayant vendu les droits sur Namur au comte de Flandres, Baudouin avait perdu l'ensemble de son héritage familial. Il ne lui restait plus qu'à finir ses jours à la cour de Sicile, entretenu par Charles d'Anjou  (r. 1266-1285) qui avait renversé Manfred de Hohenstaufen en 1266.
En Grèce continentale, l'un des États successeurs de l'Empire byzantin, la principauté d'Achaïe dirigée par la maison de Villehardouin était devenue la principale puissance du Péloponnèse. Elle fut gouvernée de 1246 à 1278 par Guillaume II de Villehardouin, prince ambitieux qui rêvait de conquérir les autres États latins. À partir de 1255, il entra en conflit avec une partie des seigneurs de Grèce centrale, dont les tierciers d'Eubée et le duché d'Athènes, soutenus par Venise. S'il réussit à imposer son autorité à la bataille du mont Karydi en 1258,, il fut battu et capturé l'année suivante à la bataille de  Pélagonia fin septembre 1259. Il resta plusieurs années prisonnier des Byzantins et ne put regagner sa liberté qu'en prêtant à Michel VIII serment d'allégeance et lui cédant les places de Monemvasia, Mistra, et du Grand Magne,. Par la suite, Michel lui avait proposé une union entre son fils Andronic et la fille et héritière de Guillaume, Isabelle de Villehardouin, proposition que ses barons lui avaient fait abandonner. Conscient du danger que représentaient pour lui à la fois l'hostilité de son voisin, le despote d'Épire[citation nécessaire], ainsi que la politique d'expansion de Michel VIII en Grèce continentale, il chercha sans succès des appuis auprès du pape Urbain IV, de Louis de France, du duc de Bourgogne ainsi qu'auprès de la république de Venise, et en désespoir de cause auprès du nouveau roi de Sicile, Charles d'Anjou, lequel réagit favorablement à ses demandes,.
Celui-ci était le dernier fils du roi de France Louis VIII (1223 – 1226) et le frère de son successeur, Louis IX (1226 – 1270). Son mariage avec Béatrice de Provence en 1246 avait fait de lui le comte de ce territoire ; à cette occasion son frère l'avait également fait comte d'Anjou et du Maine, créant ainsi la seconde dynastie angevine. Insatisfait de cette situation, Charles tout comme Guillaume de Villehardouin rêvait de reconquérir Constantinople.
En 1257, le pape Alexandre IV (1254-1261), dut quitter Rome en raison de l'hostilité de la bourgeoisie romaine alors que se déclenchait la guerre entre les Guelfes (partisans de la papauté et de la maison d'Anjou) et les Gibelins (partisans des Hohenstaufen). D'abord protecteur de Conradin, le dernier descendant des Hohenstaufen, Alexandre IV conspira bientôt contre lui, puis excommunia son oncle Manfred, fils illégitime de l'empereur Frédéric II, après que celui-ci eut refusé de lui rendre la Sicile et s'être fait couronné roi de Naples. Urbain IV (r. 1261 – 1264) continua la politique d'opposition aux Hohenstaufen et en 1263/1264 négocia avec Louis IX de France et Charles d'Anjou en vue de donner à ce dernier la couronne de  Sicile : en juillet 1263 Charles d'Anjou fut chargé de défendre la cause du pape contre Manfred de Sicile,. il descendit en Italie où il s'empara de Naples et de la Sicile en battant Manfred de Hohenstaufen et son fils Conradin lors de la bataille de Bénévent (26 février 1266), s'emparant ainsi non seulement des possessions de celui-ci en Italie, mais également de diverses possessions en Grèce dont Corfou et les plaines littorales de l'Albanie,.
À la mort d'Urbain IV, ce fut un Français, Gui Foucois ou Foulques, qui monta sur le trône de saint Pierre sous le nom de Clément IV (1265-1268). S'il se montra au départ favorable à Charles d'Anjou, c'était essentiellement pour pouvoir mieux faire pression sur Michel VIII et le forcer à ramener l'Église orthodoxe dans le giron de Rome. Comme son prédécesseur il choisit de continuer à habiter le somptueux palais des papes de Viterbe.
C'est ainsi que se trouvaient réunis les intérêts différents mais convergents de Baudouin II, de Guillaume de Villehardouin, de Charles d'Anjou et du pape Clément IV et pourquoi ces traités furent signés à Viterbe.

## Les traités

### L'accord du 24 mai 1267
Dès février 1267, Guillaume de Villehardouin qui connaissait Charles d'Anjou pour avoir participé avec lui à la croisade de 1249, quittait sa principauté pour se rendre d'abord dans le royaume de Sicile, puis à la cour pontificale de Viterbe négocier avec Charles d'Anjou sous le regard bienveillant du pape.
La première convention était un accord direct entre le roi de Sicile et le prince de Morée, signée le 24 mai en présence du pape, de quatorze cardinaux et de deux archevêques, de divers dignitaires du royaume de Sicile, ainsi que de l'ex-empereur Baudouin.
Par cet accord, Guillaume de Villehardouin cédait sa principauté à la maison d'Anjou. Le traité fut scellé comme il était d'usage par une union matrimoniale, celle de la fille de Guillaume, Isabelle de Villehardouin, et d'un des fils cadets du roi, Philippe d'Anjou. Quant à Guillaume qui devenait ainsi le vassal de Charles d'Anjou, il pourrait continuer toute sa vie à jouir de ses droits dans la principauté de Morée. Mais cet usufruit était limité : il ne pouvait faire qu'un nombre limité d'inféodations. L'entente prévoyait également que si Guillaume avait un fils, celui-ci n'hériterait pas de la principauté mais d'un fief ne dépassant pas le cinquième de la superficie de la Morée. Le reste de la principauté, à la mort de Guillaume devait revenir de par son mariage au fils de Charles d'Anjou,.

### L'accord du 27 mai 1267
L'accord du 27 mai était conclu entre le roi de Sicile et l'ex-empereur Baudouin. En considération des secours que Charles pourrait mettre à sa disposition pour reprendre son empire, Baudouin en tant que suzerain de l'empire officialisait le traité précédent en lui concédant officiellement la Morée ainsi que les terres que Manfred de Hohenstaufen avait conquises (la côte albanaise depuis le cap Rodoni jusqu'à l'embouchure de la Vjosa, ainsi que la forteresse de Berat) ou reçues comme dot de sa femme (Corfou et la côte méridionale de l'Albanie, avec les places de Sopot et Butrint), ainsi que d'autres iles de l'archipel, à l'exclusion de Mitylène, Samos, Cos et Chio. Charles obtenait ainsi la possession pleine et entière de l'Achaïe, sans lien de vassalité à l'égard de Baudouin, contrairement à Guillaume II qui demeurait vassal de Charles. Comme pour l'accord du 24 mai, celui-ci était sanctionné par une union matrimoniale : le fils et héritier de Baudouin II, Philippe de Courtenay, épouserait une fille du roi, Béatrice, Charles héritant des droits de l'empire si aucune descendance ne résultait de ce mariage,.

## Les suites des traités
Par la double union matrimoniale que prévoyaient ces deux ententes, Charles d'Anjou retournait contre Michel VIII Paléologue la politique d'unions dynastiques que ce dernier avait tenté d'amorcer avec Guillaume de Villehardouin et d'autres souverains des pays grecs et slaves de la région.
S'étant débarrassé de Conradin, dernier héritier des Hohenstaufen, à la bataille de Tagliacozzo (23 aout 1268), Charles ne tarda pas à envoyer les secours promis à Guillaume de Villehardouin. Une expédition fut organisée en 1269. Un moment interrompue par la septième croisade pendant laquelle Charles d'Anjou dut accompagner son frère Louis IX dans l'aventure de Tunis, elle reprit dès 1271 et réussit à arrêter les progrès des armées byzantines en Morée. Entretemps, des envoyés de Charles se rendaient en Achaïe pour y recevoir le serment de fidélité des seigneurs inféodés à Guillaume lesquels s'engageaient, à la mort de ce dernier, à remettre leurs forteresses à celui qui hériterait de la principauté aux termes de l'accord du 24 mai. En 1270, Isabelle de Villehardouin, qui n'était guère âgée que de dix ou onze ans, quittait le Péloponnèse pour épouser Philippe, le fils ainé de Charles, lequel devait décéder six ans plus tard. Charles d'Anjou  héritait ainsi de la principauté. Pour sa part, Baudouin II mourut en 1273, léguant à son fils, Philippe Ier de Courtenay, ses prétentions au trône de Constantinople.
Déjà maitre de cette partie de l'Albanie où se trouvait la Via Egnatia menant à Constantinople, et maintenant souverain d'Achaïe, Charles devenait un adversaire redoutable pour Michel VIII qui tentait de son côté de reconstituer l'Empire byzantin d'autrefois. D'autant plus que le roi de Sicile pouvait compter sur l'appui des Bulgares dont le tsar Constantin Tich était le beau-frère de Jean IV Laskaris détrôné et aveuglé par Michel VIII et celui des Serbes dont le roi, Stefan Uroš Ier, était marié à une princesse française et comptait lui aussi s'agrandir aux dépens des Byzantins,.
Michel VIII joua donc l'une de ses cartes maitresses et proposa au pape Clément IV de reprendre les négociations sur l'unification des Églises grecque et romaine. Français, le pape semblait au départ favorable au frère du roi de France, mais leurs objectifs différaient : Charles d'Anjou voulait conquérir l'Empire byzantin, le pape réunifier les Églises. Clément IV devait mourir en novembre 1268. Un long interrègne de trois ans débutait, cardinaux italiens et français s'opposant en raison de la situation en Sicile. Finalement les Italiens l'emportèrent et en septembre 1271  un nouveau pape, italien, fut élu sous le nom de Grégoire X (r. 1271 – 1276). Devant la lenteur des négociations celui-ci mit Michel VIII en demeure de choisir : ou bien l'Église orthodoxe se soumettait ou bien il ne pourrait plus contenir Charles d'Anjou. Il ne restait plus à Michel VIII qu'à accepter, contre l'opinion de son Église et de son peuple, l'union des Églises qui fut proclamée le 6 juillet 1274 au Concile de Lyon,.
Le retour de l'Église orthodoxe au sein de l'Église catholique romaine força Charles d'Anjou à mettre de côté ses plans d'invasion de l'Empire byzantin et il s'engagea à une suspension d'armes jusqu'au Ier mai 1276. Guillaume II étant mort en 1278, la principauté d'Achaïe passa sous son contrôle direct. Ceci ne fut guère à son avantage toutefois, car les populations qui avaient respecté Guillaume de Villehardouin, décimées et affamées par les guerres incessantes, se révoltaient les unes après les autres contre les baillis envoyés par un souverain étranger absent, d'autant plus que les vieilles familles de Morée à leur extinction se voyaient remplacées par de nouvelles, françaises ou italiennes, nommées par les Anjou. Ayant déjà remporté d'importants succès sur mer, les armées byzantines purent ainsi s'enfoncer jusqu'en Arcadie,.
Mais la mort de Grégoire X  en 1276 mit fin à la collaboration entre Rome et Constantinople. Après le bref interlude de Nicolas III (r. 1277 – 1280), l'élection du Français Martin IV (r. 1281 – 1285) après que Charles d'Anjou eut fait jeter en prison deux cardinaux du parti « romain », devait faire de celui-ci « l'instrument aveugle du puissant roi de Sicile »,.
Une fois bien établi à Durazzo et dans la région côtière de l'Albanie où il avait été déclaré roi, Charles d'Anjou avait tenté une avancée par terre vers Constantinople mais avait été refoulé à Bérat en Albanie. Il décida alors de tenter sa chance par mer, ce qui exigeait la collaboration des Vénitiens dont le traité de commerce avec Byzance était venu à expiration en 1279. Toujours jaloux de la position des Génois solidement implantés à Galata, les Vénitiens acceptèrent.
Une alliance se forma ainsi entre Charles d'Anjou, le doge de Venise, Giovanni Dandolo, et le fils de Baudouin II, Philippe de Courtenay nouveau prétendant latin, avec l'appui moral du pape Martin IV qui, face à l'hostilité de la population, avait dû déménager sa résidence de Viterbe à Orvieto : il devait en résulter le Traité d'Orvieto (1281).